# Тополи (Крым)
Тополи (укр. Тополі, крымскотат. Topoli, Тополи) — село в Бахчисарайском районе Республики Крым, в составе Почтовского сельского поселения (согласно административно-территориальному делению Украины — Почтовского поссовета Автономной Республики Крым).

## Население
| 2001 | 2014 |
| ---- | ---- |
| 693  | ↘609 |

Всеукраинская перепись 2001 года показала следующее распределение по носителям языка:
| Язык             | Число жит. | Процент |
| ---------------- | ---------- | ------- |
| крымскотатарский | 374        | 53,97   |
| русский          | 253        | 36,51   |
| украинский       | 28         | 4,04    |
| греческий        | 2          | 0,29    |
| болгарский       | 1          | 0,14    |

### Динамика численности
- 1989 год — 190 чел.[9]
- 2001 год — 693 чел.[10].
- 2009 год — 637 чел.[11]
- 2014 год — 609 чел.[12]

## Современное состояние
В Тополях 9 улиц и переулок, площадь, занимаемая селом, 19,6 гектара на которой, в 168 дворах, по данным сельсовета на 2009 год, проживало 637 человек, ранее было одним из отделений совхоза им. Чкалова. В селе действует мусульманская мечеть, работает магазин. Тополи связаны автобусным сообщением с Бахчисараем, Симферополем, Севастополем и Белогорском.

## География
Тополи находятся на северо-востоке района, на правом берегу реки Альмы, на пересечении речной долины с долиной между Внешней и Внутренней грядами Крымских гор, на 16-м километре шоссе 35Р-001 Симферополь — Севастополь (по украинской классификации — Н06), с 2020 года — трассы Таврида, в 18 км от Бахчисарая, высота центра села над уровнем моря 245 м. В 1 км от села находится железнодорожная платформа 1479 километр и в 2 — станция Почтовая, через которые следуют электрички на Севастополь и Симферополь.

## История
Село Тополи исторически состоит из двух частей: большей (и более молодой), расположенной по сторонам шоссе Симферополь — Севастополь, и лежащего почти в километре к западу крохотного анклава. Судя по доступным источникам, поселение образовалось вскоре после отечественной войны, поскольку на последней довоенной карте — двухкилометровке РККА 1942 года никакого населённого пункта ещё не обозначено. Статус и имя селение получило в 1948 году, когда безымянный населенный пункт юго-западнее деревни Приятное свидание был наименован в Тополи.
В период с 1960 года по 1968 год к Тополям присоединили село Новопанченко. 26 апреля 1954 года Крымская область была передана из состава РСФСР в состав УССР. По данным переписи 1989 года в Тополях проживало 190 человек. С 12 февраля 1991 года село в восстановленной Крымской АССР, 26 февраля 1992 года переименованной в Автономную Республику Крым. С 21 марта 2014 года в составе Крыма аннексировано Россией.

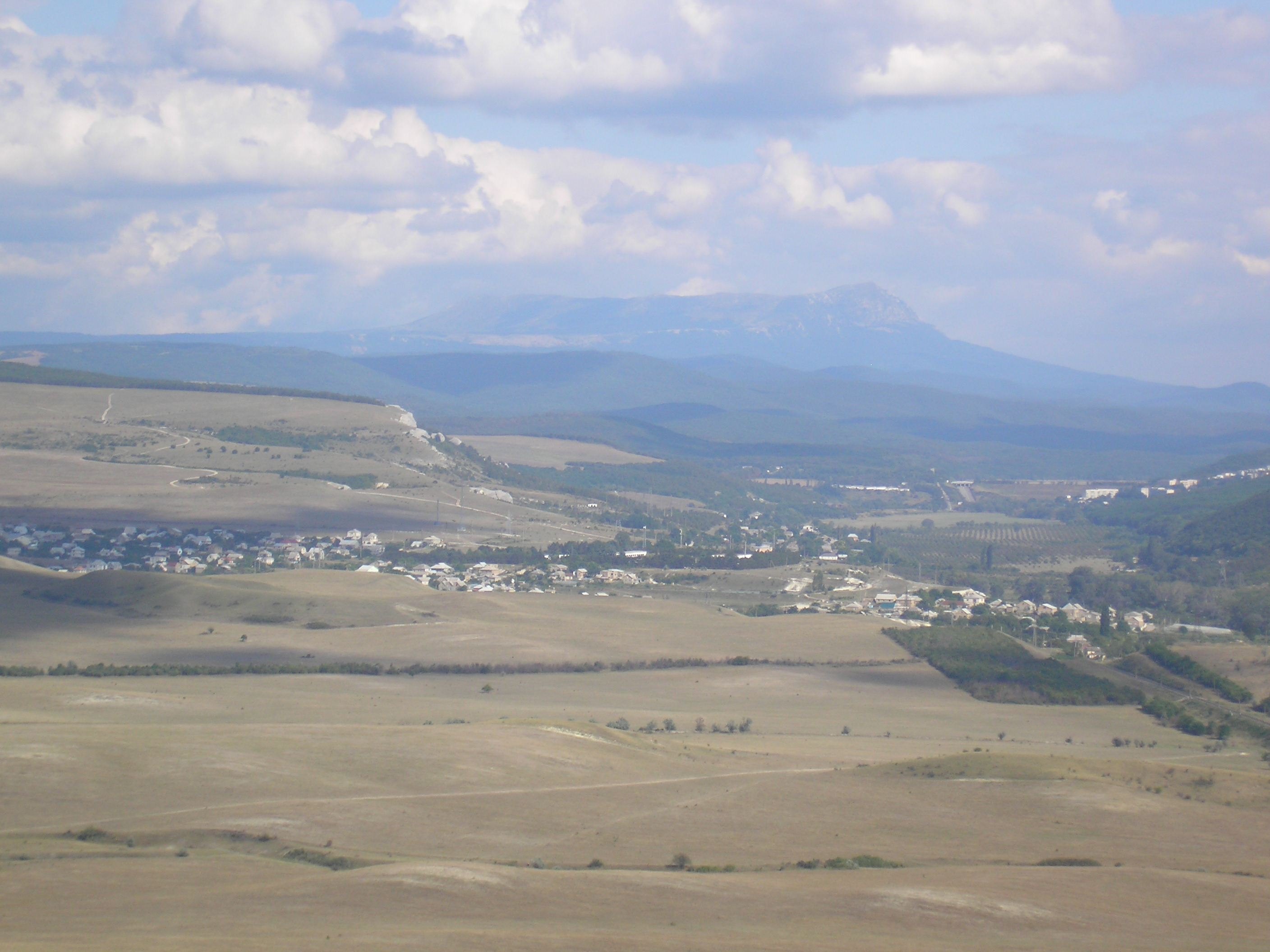
Верховье Альминской долины. На переднем плане село Тополи
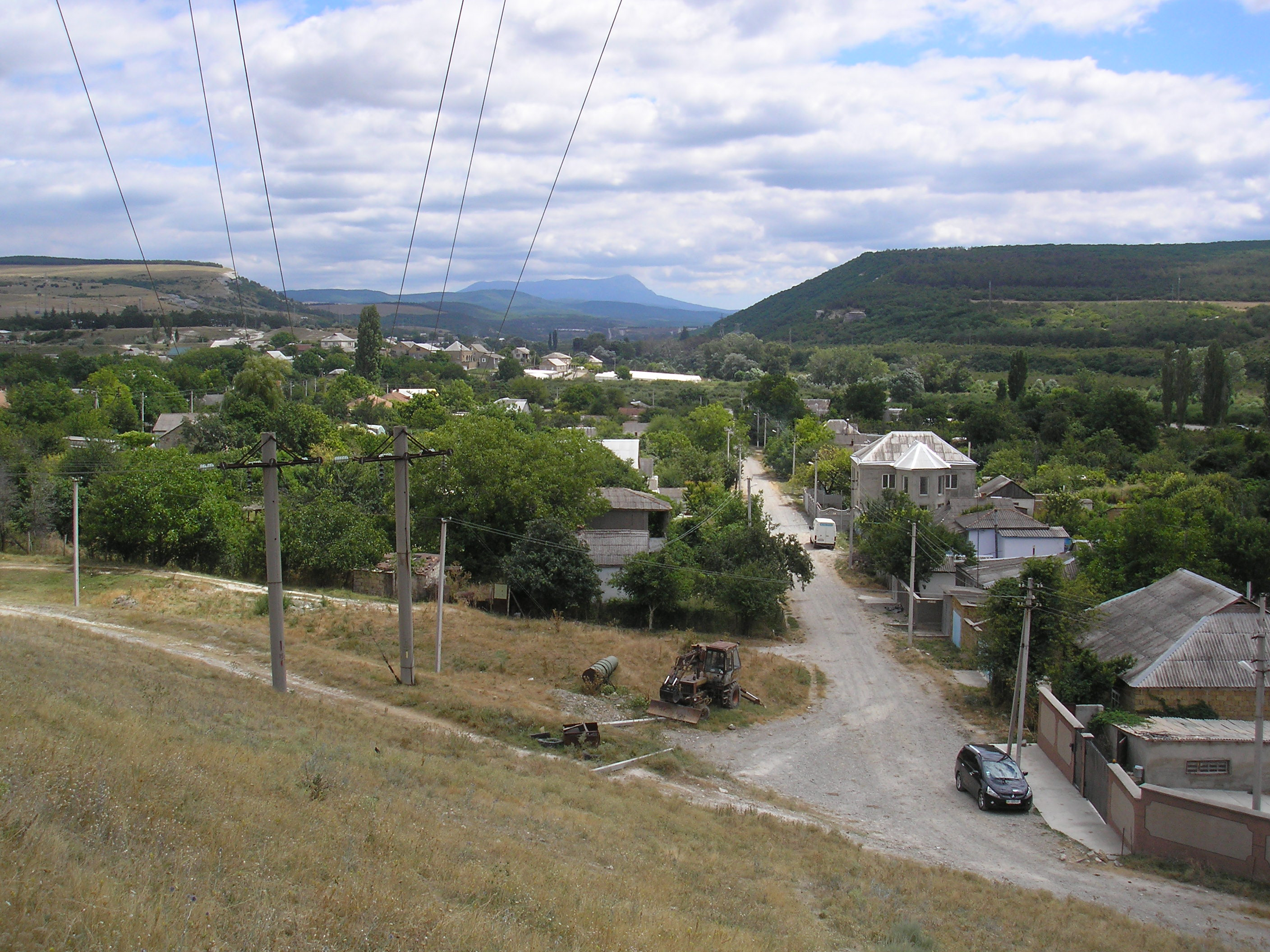
Центральная часть села.
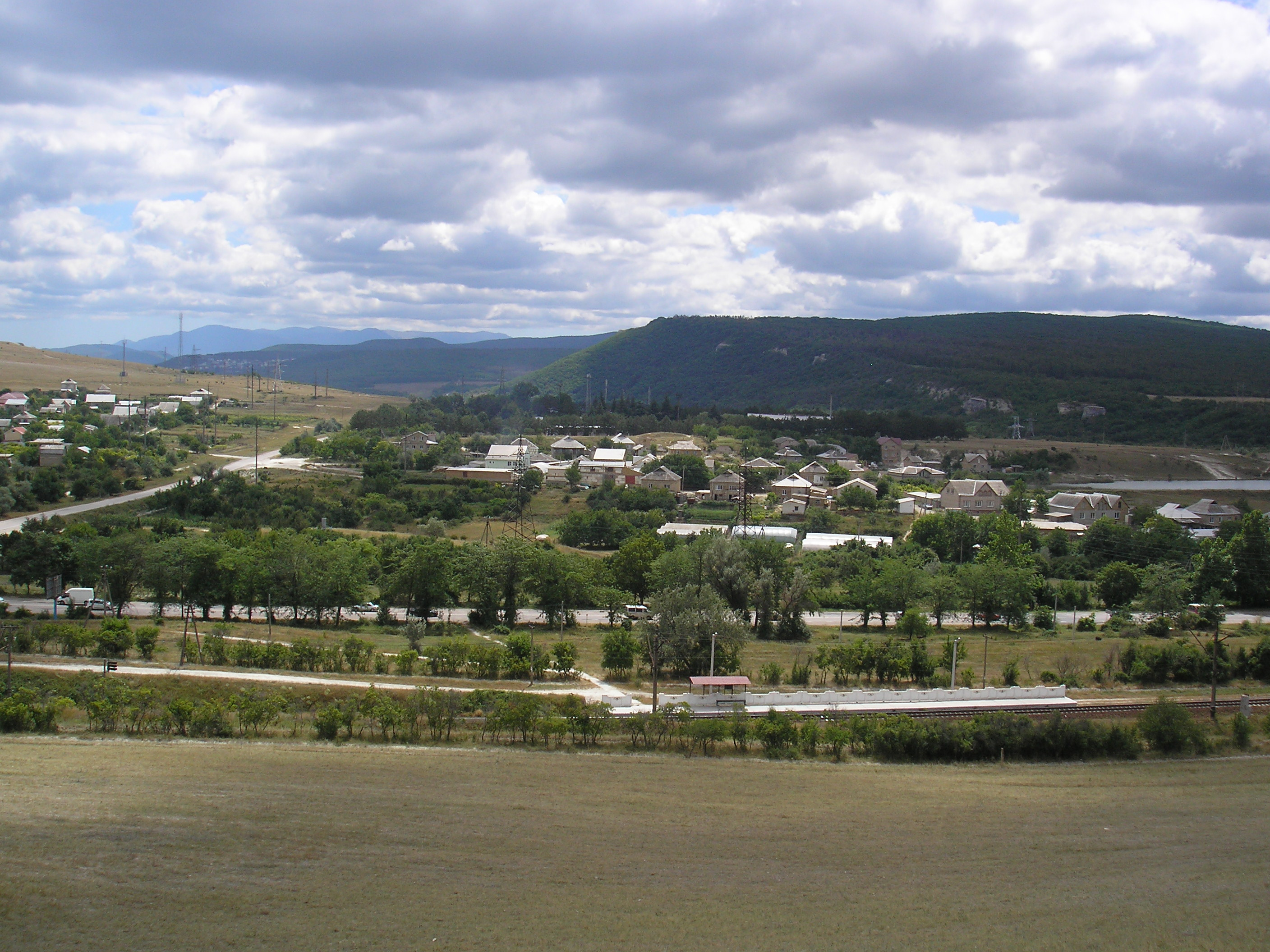
Новая часть села.
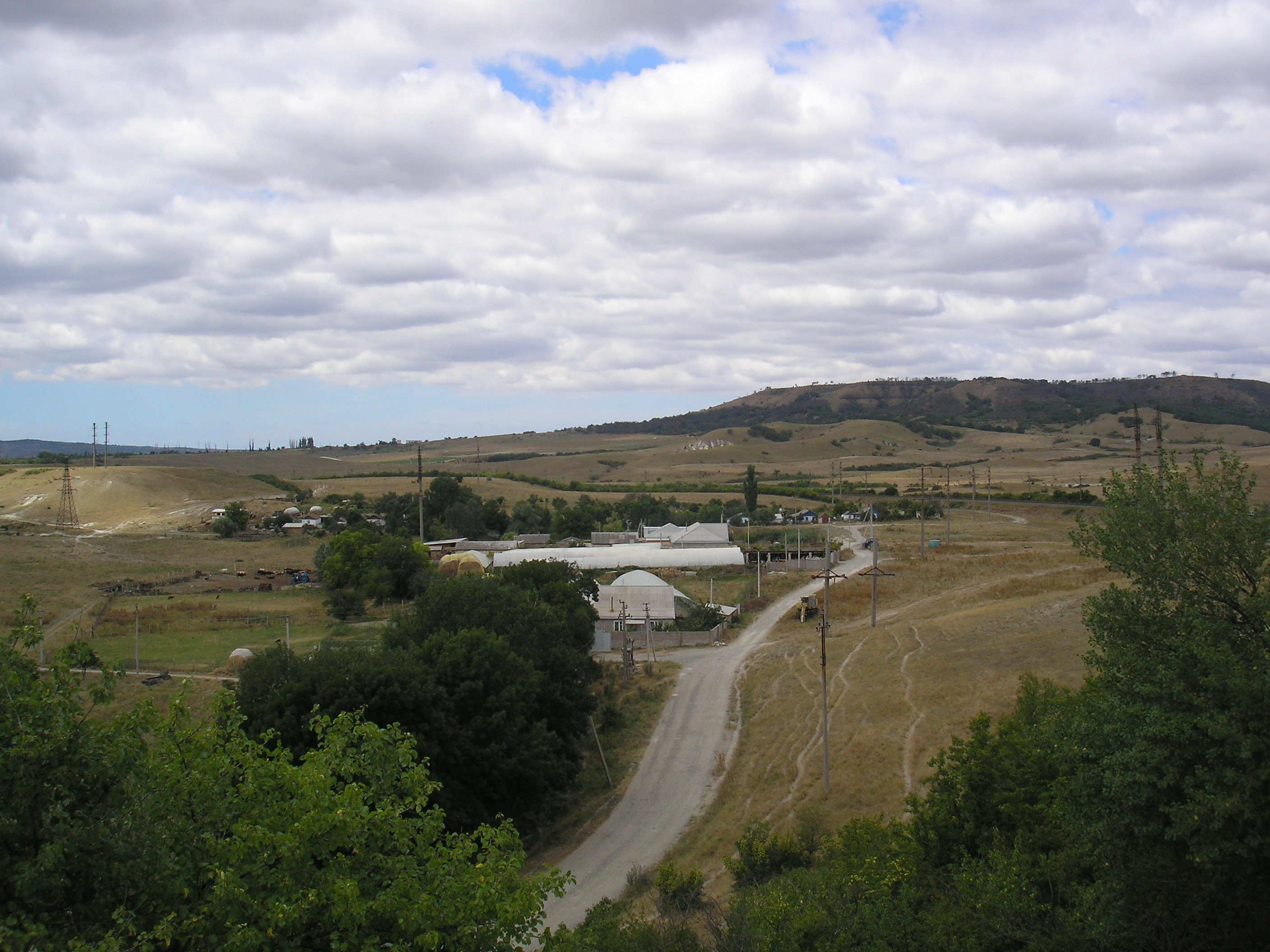
Западный анклав
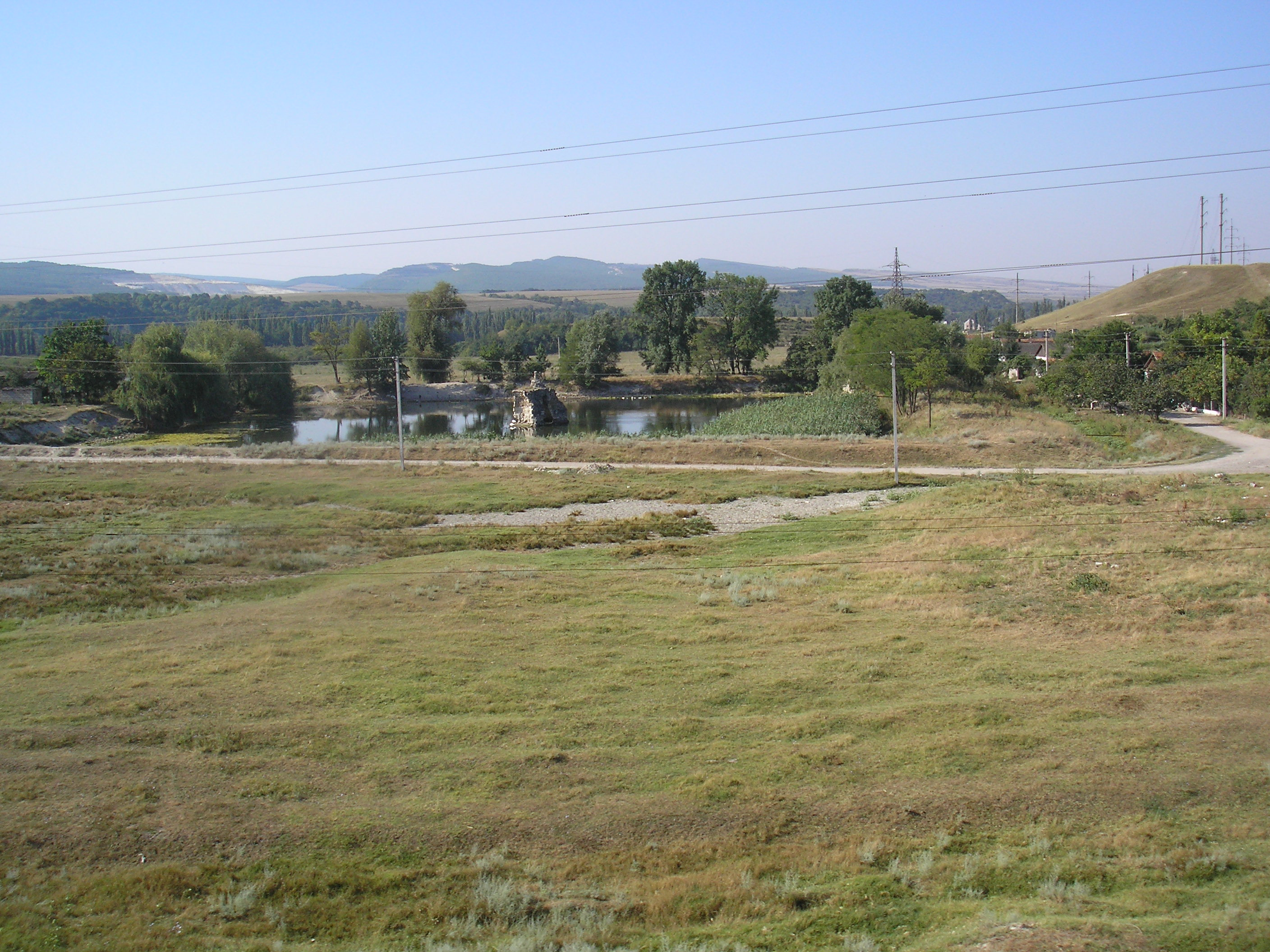
Остатки поместья Де-Мезона

На месте малой части некогда располагалась старинная деревня Аджи-Бике, затем, как показано на карте 1842 года — Дача графа Мезона, встречающаяся на трехверстовой карте 1865—1876 года и верстовой 1890 года (на карте 1890 года на месте современного села ещё обозначен безымянный хутор). От Дачи Мезона в старой части села сохранился пруд с фонтаном (не действующим). Ещё раньше, со времён Крымского ханства, в районе, где позже появилась дача, существовала деревня Аджи-Бике, самая крупная в округе. Название деревни встречается в Камеральном описании Крыма 1784 года, в Ведомости о всех селениях, в Симферопольском уезде состоящих… 1805 года, по которой в 21 дворе проживало 108 крымских татар. В 1817 году дворов осталось 18 и к 1842 году деревня исчезла с карт.
После начала возвращения крымских татар на историческую родину, на восточной стороне шоссе, в результате самозахвата, образовался новый район села, по числу дворов превосходящий старый.